# Pustulopora danziensis
Pustulopora danziensis is een mosdiertjessoort uit de familie van de Pustuloporidae. De wetenschappelijke naam van de soort is voor het eerst geldig gepubliceerd in 1976 door Brood.